# کلکسیون شخصی

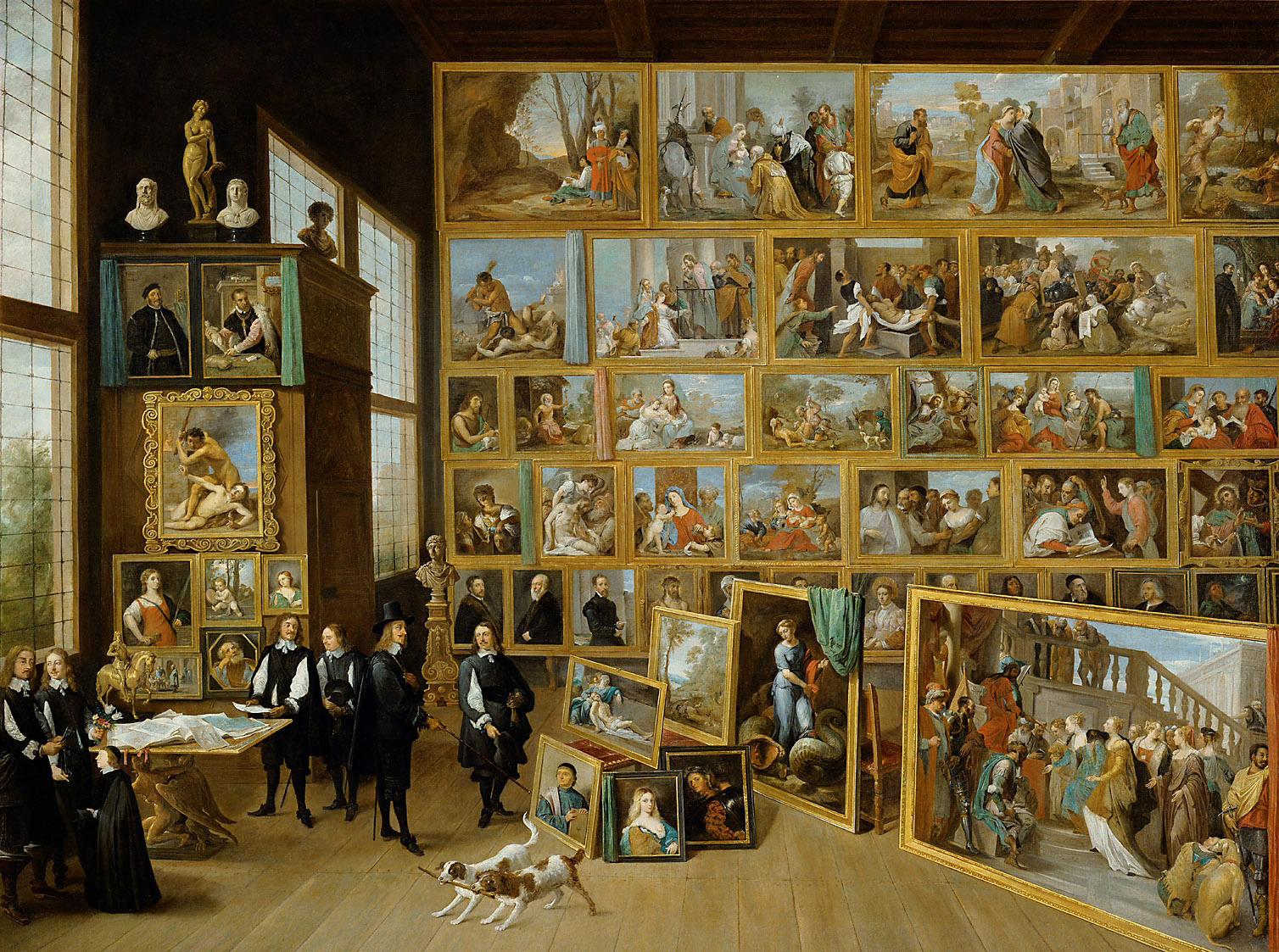
نقاشی اثر دیوید تنیرز دوم از کلکسیون دوک‌بزرگ اتریش لئوپولد ویلهلم، حدود سال ۱۶۵۱ میلادی.

کلکسیون شخصی یک کلکسیون اختصاصی از مجموع کارهای معمولاً هنری است. اگر در موزه‌ای دیدید که در کنار و به ردیف اثری هنری یا توضیح آن قرار دارد، مشخص‌کنندهٔ آن است که این اثر هنری متعلق به خود موزه نیست بلکه به صورت قرض گرفته شده از یک منبع مستقل به‌طور موقت یا همیشگی در اختیار موزه قرار داده شده‌است. این فرد یا منبع معمولاً یک گردآورندهٔ آثار هنری است که حتی ممکن است یک مدرسه، سازمان مربوط به کلیساها، بانک یا کمپانی‌های دیگر یا موسسات باشند. گردآورندگان مجموعه کتاب ها٬حتی اگر برای دلایل زیبایی شناسی آن‌ها باشد (مانند: صحافی مناسب یا دست خط زیبا) به نام «دوستداران کتاب» خوانده می‌شوند و کلکسیون آن‌ها به کتابخانه‌ها فرستاده می‌شود.

## تاریخچه
جمع‌آوری آثار هنری در عهد باستان بین افراد ثروتمند در اروپا و آسیای شرقی متداول بود٬به خصوص در سنین میانسالی٬اما به شکل مدرنی در دورهٔ رنسانس پیشرفت کرد و تا ایام کنونی ادامه یافت. کلکسیون‌های سلطنتی اغلب کشورها اصالتاً مجلل‌ترین کلکسیون‌های شخصی بوده‌اند اما در حال حاضر به‌طور عمده در مالکیت عمومی هستند. اگرچه کلکسیون سلطنتی بریتانیا تحت مراقبت خود حکومت است اما متمایز با دارایی‌های شخصی خانوادهٔ سلطنتی بریتانیا می‌باشد. کابینهٔ کنجکاوی یک فرم ترکیبی مهم از کلکسیون بوده که شامل هنر و آنچه که ما به آن تاریخچهٔ طبیعی یا کلکسیون‌های علمی می‌گوییم٬می‌باشد. این‌ها توسط افراد سلطنتی شکل گرفته‌اند اما انواع کوچکتر و محدود آن توسط بازرگانان و دانش پژوهان تشکیل شده‌اند.
ذوق و عادات گردآورندگان کلکسیون‌ها نقش بسزایی در آنچه که هنر تولید می‌کرد و تهیه کردن خواسته‌های هنرمندان داشت. نمونه‌های بسیاری از اشیاء مانند: مدال ها٬حکاکی ها٬پلاک‌های کوچک٬جواهرهای حکاکی شدهٔ مدرن و مجسمه‌های برنز در اصل برای مرکز تجارت گردآورندگان کلکسیون ساخته شده بودند. در قرن ۱۸ خانهٔ همهٔ افراد متمکن محتوایی از اشیاء گزینش شده را دارا بود، از نقاشی‌ها تا ظروف چینی، که می‌توانست بخشی از یک کلکسیون هنری را ایجاد کند. کلکسیون افرادی که به‌طور معمولی طبق شروط محدود و خاصی جمع‌آوری می‌شدند به صورت قابل توجهی بزرگتر یا حتی عظیم بودند. به‌طور افزایشی گردآورندگان به سمت یک یا دو سبک از کارهای مخصوصی گرایش یافتند؛ اگرچه برخی٬مانند «جورج سالتینگ» (۱۹۰۹–۱۸۳۵) هنوز گسترهٔ وسیعی از حوزه‌ها را برای خود دارند. جدا از روزگار باستان، شاید بالاترین حالت از کلکسیون‌ها از رنسانس تاکنون بوده‌اند. همچنین کتاب ها٬نقاشی‌ها و چاپ‌های اواخر قرن ۱۵ به جلو تا قرن ۱۸. گردآورندگان کلکسیون‌ها به جمع‌آوری کارهای جدید افسونگری اروپا متمایل شدند. امتداد جدی گردآوری آثار هنری در همهٔ زمان‌ها و مکان‌ها به خصوص در زمان پیشرفت قرن ۱۹ و نزدیک به دوران روشنفکری بود. آثار هنر و ادب ایتالیا در قرن ۱۴ میلادی و نقاشی‌های آن دوره تا حدود سال‌های ۱۸۳۰ و برنزهای آیین پرستش چینی‌ها و تندیس اسب‌ها تا حدود سال‌های ۱۹۲۰ و جمع‌آوری آثار آفریقایی تا اندکی بعد از جنگ جهانی دوم مورد توجه قرار گرفتند. علاوه بر اهمیت و اثرات آن بر ایجاد هنرهای جدید و حفاظت آثار هنری قدیمی ٬جمع‌آوری آثار هنری فضای قابل توجهی در تحقیقات آکادمیک در دهه‌های اخیر داشته که در گذشته در این امر فروگذاری شده بود.

## کلکسیون‌های هنری مشهور
بسیاری از کلکسیون‌های مشهور که اکنون پراکنده‌اند مانند کلکسیون «خانواده‌های برژیا و فارنس» در رم و کلکسیون‌های «اورلئان» در پاریس ٬اغلب در لندن فروخته شده‌اند. هنگامی که این اتفاق می‌افتد می‌تواند زیان بزرگی را به مشتاقان هنر در نگاه اول وارد کند. «خانوادهٔ پرینسلی» که در غرب و مرکز اروپا بودند آثار هنری هنرمندانی چون «هالز» نقاش هلندی، «رافائل» ، «رامبرانت» و «ون دیک» را داشتند٬کلکسیونی که حدود ۱۶۰۰ اثر هنری را دربرداشت اما در سال ۱۹۴۵ توسط نازی‌های آلمان قاچاق شدند و قادر به نشان دادن آن نبودند. این آثار بالاخره در موزهٔ «''لیختن اشتاین''» بعد از نزدیک به ۶۰ سال به نمایش درآمدند اگرچه هنوز اکثر آن‌ها ذخیره و انبار شده بود.
کلکسیون مهم خانوادهٔ تیسن٬عمدتاً در موزهٔ «''تیسن بورنه میسزا''» نگهداری می‌شودکه در سال ۱۹۹۲ در مادرید مقرر شد که توسط ایالت اسپانیا خریداری شده بود. تنها بخش به نمایش درآمده٬کلکسیون «کارمن سرویرا» ٬بیوه زن بارن تیسن ٬همچنان به صورت اختصاصی باقی‌مانده اما به صورت جداگانه در موزه در معرض نمایش است.
بسیاری از کلکسیون‌ها به مالکیت عمومی مردم درآمد و هم‌اکنون موزه هستند یا هستهٔ مرکزی کلکسیون موزه‌ها می‌باشند. اغلب موزه‌ها بر اساس یک یا چند کلکسیون شخصی قبلی شکل گرفته‌اند. مثال‌هایی در این باب به‌طور اصلی شامل کلکسیون '«'والاس» و موزهٔ «''سر جان سوان''» در لندن٬کلکسیون «فریک» و کتابخانهٔ ''مورگان'' در نیویورک٬کلکسیون فیلیپس در واشینگتن و موزهٔ ''کالوسته گلبنکیان'' در لیسبون پرتغال هستند. بقیهٔ کلکسیون‌ها کامل باقی مانده‌اند اما با دیگر کلکسیون‌های بزرگ در موزه‌ها ادغام شده‌اند.

## نمونه‌ها
مثال‌های مهمی از این‌ها در قرون ۲۰–۱۹ عبارتند از:
۱. اشیاء وادسدون بکوست رنسانسی که به موزهٔ بریتانیا وقف گردید٬که در اتاق مخصوص به خود در معرض نمایش قرار گرفته‌است، این از شروط بکوست بوده٬همین‌طور که کلکسیون پرسیوال دیوید از ظروف چینی چینی‌ها نیز قرار دارد. بسیاری دیگر از کلکسیون‌های خریداری شده نیز هم‌اکنون در بین کلکسیون موزه‌ها تفکیک شده‌اند.
۲.سرگئی شوکین یکی از مهم‌ترین گردآورندگان آثار هنری بود که به‌طور عمده از آثار امپرسیونیست و پست امپرسیونیست جمع‌آوری می‌کرد. کلکسیون او هم‌اکنون بین موزه‌های هنرهای زیبای پوشکین در موسکو و موزهٔ هرمیتج در سنت پترزبورگ تقسیم شده‌است.
۳. کلکسیون چارلز لنگ فریر بخش مهمی از اسمیتسونیان (گالری هنری فریر) شده‌است.
۴. هنگامی که «رابرت لمن» بانکدار در سال ۱۹۶۹ فوت شد، بنیاد خیریهٔ وی ۲۶۰۰ اثر هنری را به موزهٔ هنری متروپولیتن در نیویورک بخشید. رابرت لمن وینگ به یکی از خارق‌العاده‌ترین کلکسیون‌های شخصی هنری که تاکنون در ایالت متحده فراهم شده‌است٬منسوب گردید. برای تأکید بر طبیعت کلکسیون شخصی رابرت لمن ٬کلکسیون در یک ست مخصوص گالری که به خوبی نشان دهندهٔ درون خانهٔ شهری وی است٬قرار داده شده‌است. این جدا کردن عمدی آثار به صورت کلکسیون به عنوان «موزه‌ای در موزه» هم مورد نکوهش و هم تصویب قرار گرفت؛ اگرچه مالکیت داشتن بر کلکسیون‌ها به عنوان یک کودتا و ضربت دیده می‌شد. بر خلاف دیگر کلکسیون ها٬رابرت لمن بر یک سبک خاص و مشخص یا آثار یک دورهٔ خاص متمرکز نشده بود که این مسئله بازتاب‌کنندهٔ خصوصیات فردی و علایق لمن است.